# 印度血清研究所
印度血清研究所（英語：Serum Institute of India）是印度製藥企業，生產研發包括疫苗在內的與免疫學相關的藥物。印度血清研究所於1966年創立，目前是世界最大的疫苗生產商。該公司每年生產約13億劑疫苗  。

## 歷史
印度血清研究所曾於2009年研發豬流感疫苗。2016年，在麻州大學醫學院等的支持下，印度血清研究所研發了一種抗狂犬病藥物。

## COVID-19疫苗
2020年，印度血清研究所與英國-瑞典公司阿斯利康製藥合作，後者與牛津大學合作研發出AZD1222疫苗，印度血清研究所獲得該疫苗的授權生產，並使用於印度及投放於世衛的全球疫苗分配計劃（COVAX）。據報導，血清研究所將在印度和其他國家提供1億劑疫苗。
2020年3月，印度血清研究所亦獲美國諾瓦瓦克斯醫藥授權，向發展中國家供應當時仍在研發的NVX-CoV2373疫苗。
截至2021年3月，印度已經對76個國家發送超過6000萬劑疫苗，印度血清研究所承擔向全球提供阿斯利康疫苗的重任，並且是COVAX疫苗分配機制最重要的供應者。
2021年4月開始，因印度國內陷入第二波爆發，政府下令禁止疫苗出口，包括印度血清研究所。

## 火災
2021年1月21日下午，印度血清研究所一座在建建筑发生火灾，造成5人死亡。